# 9190 Masako
9190 Masako (1991 VR1) là một tiểu hành tinh vành đai chính được phát hiện ngày 4 tháng 11 năm 1991 bởi Yoshio Kushida và Osamu Muramatsu ở đài thiên văn Nam Yatsugatake.